# شون ديفيد مورتون
شون ديفيد مورتون (بالإنجليزية: Sean Morton)‏ هو كاتب أمريكي، ولد في 1 أكتوبر 1959.

## وصلات خارجية
- شون ديفيد مورتون على موقع IMDb (الإنجليزية)